# 리사 켈리 (방송인)
리사 켈리(Lisa Kelley, 1979년 1월 14일 ~ )는 한국계 미국인 영어 강사이자 방송인이다.

## 생애
미국인 아버지와 대한민국계 어머니 사이에서 미국에서 태어났다. 10대 시절이던 1992년에 우연찮게 모델을 하게 된 것이 방송 활동의 시작이었다고 한다. 영어 관련 프로그램에 출연하고 있다.

## 약력
- 한국철도공사 일반열차 차내 안내방송
  - 출발 안내방송

```
 Welcome aboard the ○○○ Train. Departing for ○○. The train will soon be departing. Please make sure you have correct tickets for this train. Thank you.
[
2
]
```

- 도착 안내방송

```
We will soon be arriving at ○○ Station. Please make sure you have all your belongings with you. When leaving the train. Thank you.
[
3
]
```

- 종착 안내방송

```
We will soon be arriving at ○○ Station. The final destination of this train. Please make sure you have all your belongings with you. When leaving the train. Thank you for traveling with KORAIL.
[
4
]
```

그 외 한국철도공사의 KTX 영어 안내방송도 담당하고 있다. 참고로 KTX 한국인 성우는 고구인 성우이다

## 경력

### 안내방송
- 코레일 일반열차 차내 안내방송 (2014년 ~ 현재)
- 서울메트로 차내 안내방송 (2002년 ~ 2003년)
- 부산교통공사 승강장 안내방송 (2011년~ 2016년)
- 서울교통공사, 코레일 승강장 안내방송 (2011년 ~ 2017년)
- 아시아나항공 기내 안전수칙 안내방송

### 기타
- 《English Cafe》(EBS1) - 발음 교정 담당 및 진행자
- 《Kid's Quiz Camp》(EBS1)
- 《Vocabulary 마법사》(EBS1)
- 《Go Go Giggles》(EBS1)
- 《Kid’s Talk Talk "Storytime"》(SkyLife)
- 《Hello English》(EBS1)
- 《Magic English》(EBS1)
- 《수능 포트리스》(EBS1)
- 《Wooly Bully Magic English》(EBS1)
- 《포포의 알파벳 세상》(대교방송, JEI 재능방송)
- 《Evening Groove》(아리랑 라디오)
- 《Travel Bug》(아리랑 라디오)
- 《Venture Plaza》(아리랑 TV)
- 《Let's Speak Korean》(아리랑 TV) - 진행자
- 《Morning Special》(EBS1) - 2부 진행자
- 《생방송 아침햇살》(TBS) - 1부 진행자
- 2008년 '제 1회 부산국제광고제' 폐막식 사회자[5]
- 아리랑 TV 뉴스 진행 및 리포터
- 《챌린지 퀴즈챔프》(제주방송-KCTV제주)
- 《국민행복시대》(KTV 국민방송)
- 《KTV 10》(KTV 국민방송)
- 《뽀롱뽀롱 뽀로로 1기》(EBS, 영어 더빙판) - 루피 역

## 저서
- 《Have Fun in California》

문단열의 영어 회화 과외방

## 같이 보기
- 제니퍼 클라이드(Jennifer Clyde)
- 제니퍼 영 위스너(Jennifer Young Wisner)
- 김디에나(Deanna Yong Hendrickson, Kim Deanna)
- 리아(Leah Kim Thompson)